# Paliga rubicundalis
Paliga rubicundalis är en fjärilsart som beskrevs av W. Warren 1896. Paliga rubicundalis ingår i släktet Paliga och familjen Crambidae. Inga underarter finns listade i Catalogue of Life.